# Transistor túnel d'efecte de camp

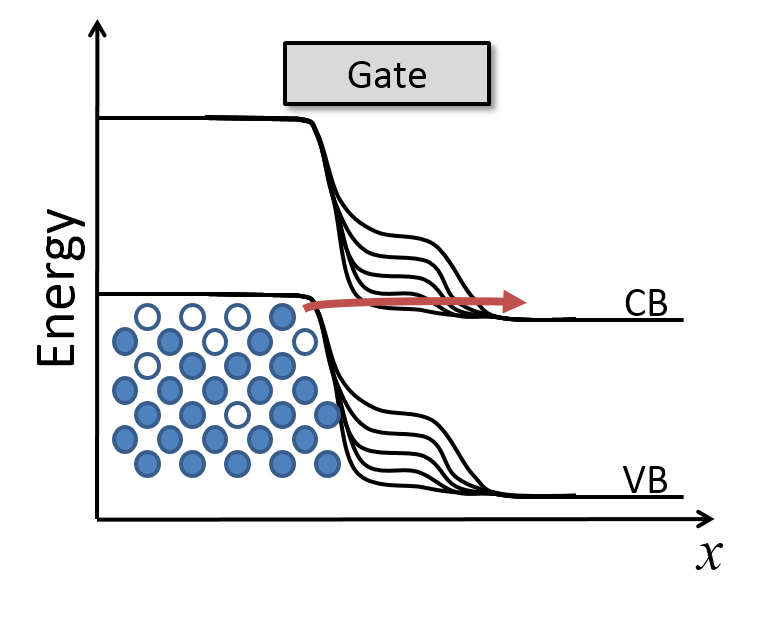
Diagrama de bandes d'energia per a una estructura TFET lateral bàsica. El dispositiu s'encén quan s'aplica una tensió de porta suficient de manera que els electrons puguin fer un túnel des de la banda de valència de la font fins a la banda de conducció del canal.

El transistor túnel d'efecte de camp (amb acrònim anglès TFET) és un tipus experimental de transistor. Tot i que la seva estructura és molt similar a un transistor d'efecte de camp d'òxid metàl·lic i semiconductor (MOSFET), el mecanisme de commutació fonamental difereix, fent d'aquest dispositiu un candidat prometedor per a l'electrònica de baixa potència. Els TFET canvien modulant el túnel quàntic a través d'una barrera en lloc de modular l'emissió termoiònica sobre una barrera com en els MOSFET tradicionals. Per això, els TFET no estan limitats per la cua tèrmica de Maxwell-Boltzmann dels portadors, que limita la variació del subllindar del corrent de drenatge del MOSFET a uns 60 mV/dècada de corrent a temperatura ambient.
Els estudis de TFET es remunten a Stuetzer, que el 1952 va publicar les primeres investigacions d'un transistor que contenia els elements bàsics del TFET, una unió pn amb porta. Tanmateix, el control de conductivitat de la superfície informat no estava relacionat amb el túnel. El primer TFET es va informar el 1965. Joerg Appenzeller i els seus col·legues d'IBM van ser els primers a demostrar que eren possibles oscil·lacions actuals per sota del límit de 60 mV per dècada del MOSFET. El 2004, van informar que havien creat un transistor de túnel amb un canal de nanotubs de carboni i un swing subllindar de només 40 mV per dècada. El treball teòric ha indicat que es poden obtenir estalvis d'energia significatius utilitzant TFET de baixa tensió en lloc de MOSFET en circuits lògics.
En els dispositius MOSFET clàssics, els 60 mV/dècada és un límit fonamental per a l'escala de potència. La relació entre corrent i fora de corrent (especialment la fuita del llindar, un dels principals contribuents del consum d'energia) ve donada per la relació entre la tensió del llindar i el pendent del llindar, per exemple:
{\displaystyle n=60\,\,\mathrm {mV/decade} ;\,\,\,V_{\rm {th}}=300\,\,\mathrm {mV} \,\,\rightarrow \,\,I_{\rm {on}}/I_{\rm {off}}=V_{\rm {th}}/n=5\,\,\mathrm {decades} =100\,000}
L'estructura bàsica del TFET és similar a un MOSFET, excepte que els terminals d'origen i drenatge d'un TFET estan dopats de tipus oposats (vegeu la figura). Una estructura de dispositiu TFET comuna consisteix en una unió PIN (tipus p, intrínsec, tipus n), en la qual el potencial electroestàtic de la regió intrínseca està controlat per un terminal de porta.